# Stanley Ratifo
Stanley Ratifo (sinh ngày 5 tháng 12 năm 1994) là một cầu thủ bóng đá chuyên nghiệp hiện tại đang thi đấu ở vị trí tiền đạo cho câu lạc bộ 1. CfR Pforzheim. Sinh ra tại Đức, anh đại diện cho Đội tuyển bóng đá quốc gia Mozambique.

## Sự nghiệp quốc tế
Ratifo được sinh ra tại Đức, có bố là người Mozambique và mẹ là người Đức. Anh đại diện cho Đội tuyển bóng đá quốc gia Mozambique kể từ năm 2017.

## Bàn thắng quốc tế
Tỷ số và kết quả liệt kê bàn thắng đầu tiên của Mozambique, cột điểm cho biết điểm số sau mỗi bàn thắng của Ratifo.
| #  | Thời gian           | Địa điểm                                      | Đối thủ      | Ghi bàn | Kết quả | Giải đấu                            |
| -- | ------------------- | --------------------------------------------- | ------------ | ------- | ------- | ----------------------------------- |
| 1. | 10 tháng 6 năm 2017 | Sân vận động Levy Mwanawasa, Ndola, Zambia    | Zambia       | 1–0     | 1–0     | Vòng loại Cúp bóng đá châu Phi 2019 |
| 2. | 23 tháng 3 năm 2019 | Sân vận động 24 tháng 9, Bissau, Guiné-Bissau | Guiné-Bissau | 1–1     | 2–2     | Vòng loại Cúp bóng đá châu Phi 2019 |
| 3. | 2 tháng 6 năm 2022  | Sân vận động FNB, Johannesburg, Nam Phi       | Rwanda       | 1–1     | 1–1     | Vòng loại Cúp bóng đá châu Phi 2023 |